# 萬光美代子
萬光 美代子（まんみつ みよこ、1985年12月28日 - ）は、日本のタレント、グラビアモデル、女優。広島県竹原市出身。テレビ新広島の深夜番組『夜型人間』『道楽のココロ』に出演し広島ローカルタレントとして一世を風靡した後、東京に進出しグラビアアイドルとして活動した。

## 人物・概要
- 『道楽のココロ』（テレビ新広島）でデビュー。このローカル番組に出演したことがきっかけで番組の顔に定着。「道楽」縁側時代（えんがわひらめっ娘[2]）の頃から通して出演していたため、後の『Local★STAR ひらめっ娘学園』までを含めて3年間出演した。
- 最初は体を張ってギャグをすることに躊躇していたが徐々に開き直り「コマネチ」、「コマチネ」、「ピンポン玉」（両手で自慢の胸を支え、その手を交互に縦に胸を揺らすギャグ）、「パイレーツ・オブ・コマネチ」などの一発ギャグをこなしていった。
- 女優になりたくて旧ひらめっ娘メンバーからの勧めで松竹芸能のオーディションを大阪に受けに行ったことがあった（オーディションは1万人の女性が参加）。その様子の一部は2005年9月15日放送分の『道楽のココロ』内で放送されたが、結果は19歳（当時）の京都の女性が選ばれたため落選。
- 2006年3月 『道楽のココロ』の打ち切りに伴い、ひらめっ娘学園を卒業。その後『Local★STAR ひらめっ娘学園』では「お助け戦隊ヒラメンジャー」のコーナーに隔週で引き続き登場していたが、同年6月23日放送分を最後に卒業した。2007年3月9日放送分は最終回間近に新旧ひらめの同窓会に登場。同年3月現在の萬光はモデルの仕事をしており、近況として「ぴったんこカン・カン」（TBS系）に出演していたことを話した。
- 2007年4月～9月 『夜型人間』にレギュラー出演。レギュラー卒業後は同年10月12日・19日放送の「目指せ初体験!!ファーストキス大特訓」（前編#24、後編#25）に出ただけでしばらく登場がなかった。
- 2008年4月11日 「新レギュラー決定戦!逃亡者 サバイバルランナーズ」（#45）に久々に出演。林由里子と鬼ごっこ対決で逃げ切れば番組のレギュラーになれる企画だったが、追跡チームに確保され、レギュラーの座は獲得できなかった。
- 2009年 その後は拠点を東京に移し、同年にグラビアアイドルとしてデビュー。
- 2009年 「月刊シリーズ」プロデューサーによる「週刊.JP」にグラビアとして初登場。
- 11月6日 1年7カ月ぶりに『夜型人間』（#117）にゲスト出演。「アサヒ麦搾り」のCM制作のために主演女優として東京から来広。この週で萬光はグラビアモデルを生業としていることを話していた。
- 2010年 TRANSIT GENERAL OFFICE INC.のガールズDJとしても活動。
- 2010年 7月22日発売の講談社「妄撮Blue」の24人のグラビアアイドルの中に収録される[3]。
- 2010年 『Men's egg』8月号に黒澤ゆりか、次原かなとともに妄撮Tシャツを着て掲載。
- 2010年 週刊SPA「微妙な贅沢」のコーナーにみうらじゅん、山田五郎とともに美人秘書役として掲載。
- 2010年 2011年春公開予定「武蔵野線の姉妹」劇場版のメイド喫茶の宗方 しずる（むなかた しずる）役に選ばれる。
- 2011年 演技を中心に女優業に専念する。
- 2011年 さきがけ文学賞　映画「斜面花」キク役として出演。

## 出演

### テレビ
- 道楽のココロ（テレビ新広島 2003年4月～、2004年4月8日～2006年3月23日）
- Local★STAR ひらめっ娘学園（テレビ新広島 2006年4月14日～2006年6月23日）
- 夜型人間（テレビ新広島 2007年4月13日～9月21日）

### CM
- アサヒ麦搾り　（広島ローカル・2009年）

## 書籍
- 妄撮Blue（2010年7月22日、講談社） - オムニバス写真集 ISBN 978-4062164368